# Gang Related (ścieżka dźwiękowa)
Gang Related – oficjalna ścieżka dźwiękowa powstała do filmu pt. Brudny glina. Została wydana 7 października 1997 roku nakładem wytwórni Death Row Records oraz Priority Records. Album zadebiutował na szczycie listy sprzedaży Top R&B/Hip-Hop Albums oraz na drugiej pozycji notowania Billboard 200.

## Lista utworów
CD I
1. „Way Too Major” – Daz Dillinger, Tray Dee – 5:27
2. „Life's So Hard” – Makaveli, (wokale Snoop Dogga) – 5:41
3. „Greed” – Ice Cube – 4:30
4. „Get Yo Bang On” – Mack 10, Allfrumtha I – 3:07
5. „These Days” – Nate Dogg, Daz Dillinger – 4:59
6. „Mash For Our Dreams” – Storm, Daz Dillinger, Young Noble – 4:48
7. „Free’em All” – J-Flexx, Tha Realest – 5:40
8. „Starin' Through My Rear View” – 2Pac, Outlawz – 5:12
9. „Devotion” – Paradise – 4:16
10. „I Can't Fix It” – Jackers – 4:36
11. „Questions” – Aaron Dontez Yates – 5:08
12. „Hollywood Bank Robbery” – The Gang (Big C Style, Lil Flossy, Daz Dillinger, Snoop Dogg, Kurupt) – 4:31

CD II
1. „Made Niggaz” – Makaveli, Outlawz – 5:02
2. „Loc'd Out Hood” – Kurupt – 4:31
3. „Gang Related” – WC, CJ Mac, Daz Dillinger, Tray Dee – 4:32
4. „Keep Your Eyes Open” – O.F.T.B. – 5:23
5. „Lady” – 6 Feet, Storm – 4:15
6. „Take A Nigga Like Me” – Young Soldierz – 5:19
7. „What Have You Done?” – B.G.O.T.I. – 4:49
8. „What's Ya Fantasy” – Outlawz, Daz Dillinger – 5:32
9. „A Change To Come” – J-Flexx, Tha Realest, Bahamadia, Kool & the Gang, Con Funk Shun – 4:22
10. „Freak Somethin'” – Roland – 4:46
11. „Feelin A Good Thang” – 2DV – 3:24
12. „Lost Souls” – 2Pac, Outlawz – 4:43